# Ahklun Mountains
Die Ahklun Mountains bilden eine Gebirgsgruppe der nördlichen Intermontane Plateaus im Südwesten von Alaska.
Im Norden werden die Ahklun Mountains vom Flusslauf des Kanektok River von den Eek Mountains sowie vom Kwethluk River von den Kilbuck Mountains abgegrenzt. Das Tal des Togiak River und der obstrom gelegenen Seen Togiak Lake und Upper Togiak Lake bildet die Grenze zu den östlich gelegenen Wood River Mountains.
Westlich des Chikuminuk Lake befindet sich der Übergang zu den weiter nördlich verlaufenden Kuskokwim Mountains.
Im Süden und Westen befindet sich die Küste des Beringmeers.
Die Berge bedecken 80 Prozent der Fläche des Togiak National Wildlife Refuge.
Das Gebirge hat eine Ausdehnung von 130 km auf 50 km.
Im Nordosten der Ahklun Mountains erreichen die Gipfel Höhen von über 1500 m. In diesem Bereich gibt es etwa ein Dutzend Gletscher, darunter der Chikuminuk-Gletscher.

## Berge
- Dillingham High Point – 1600 m
- Togiak High Point – 1585 m
- Mount Oratia – 1423 m